# USS New York (LPD-21)
El USS New York (LPD-21) es un LPD (landing platform dock) de la clase San Antonio en servicio con la Armada de los Estados Unidos. Su nombre refiere a al estado de Nueva York. Entró en servicio activo en 2009.

## Construcción

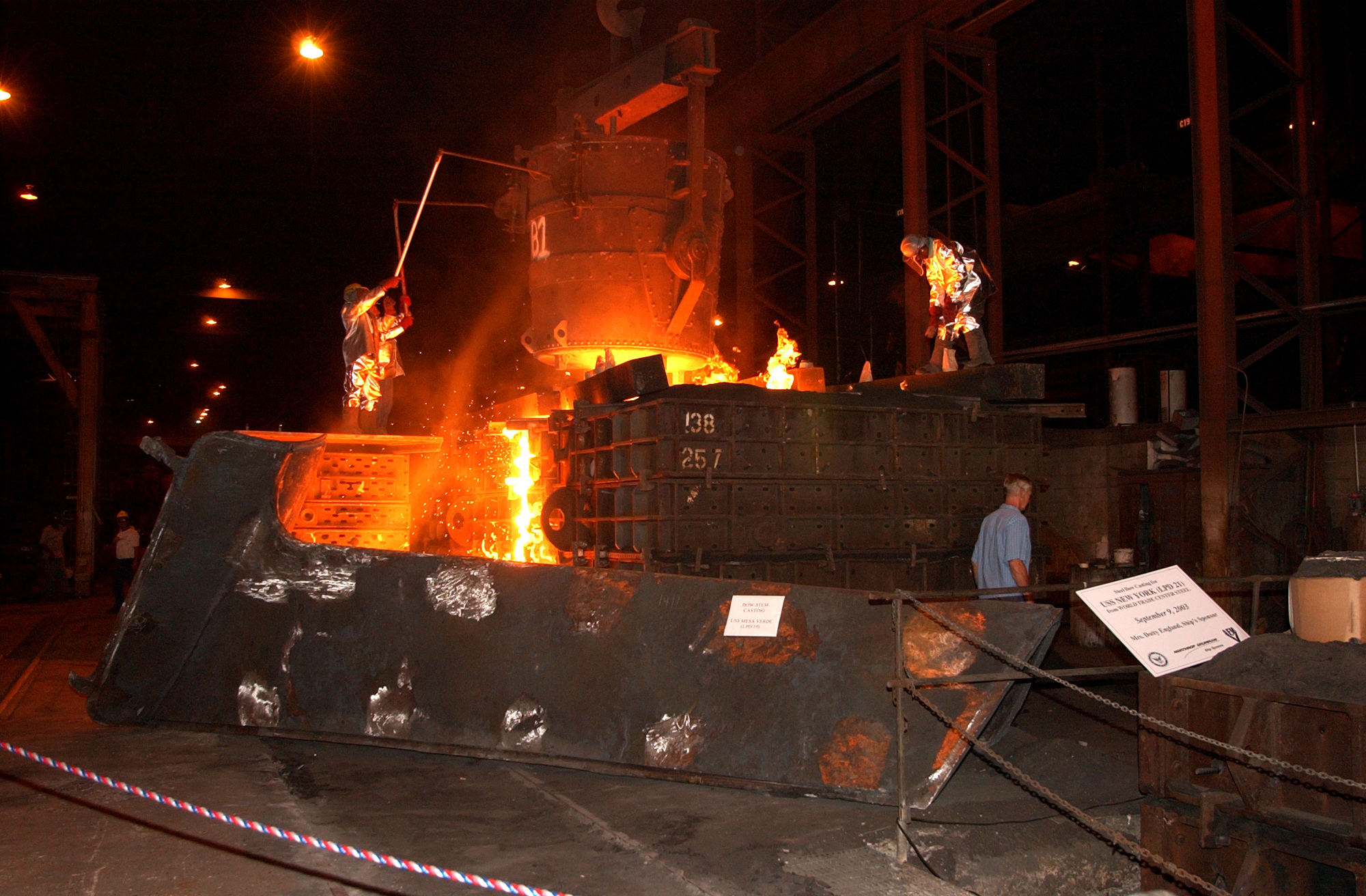
Se vierte acero del World Trade Center para la construcción del USS New York, septiembre de 2003.

En su construcción se utilizó una cantidad simbólica de acero recuperado del World Trade Center tras su destrucción en los atentados del 11 de septiembre de 2001.
El buque es el primero que se diseña completamente a partir de la pantalla CAD para apoyar las dos principales capacidades de movilidad de los Marines, las lanchas de desembarco LCAC y los aviones MV-22 Osprey.
El contrato para construir el New York se adjudicó a Northrop Grumman Ship Systems de Nueva Orleans (Luisiana) en 2003. El New York estaba en construcción en Nueva Orleans cuando se produjo el huracán Katrina en 2005.
7,5 toneladas cortas (6,8 t) del acero utilizado en la construcción del buque procedían de los escombros del World Trade Center; esto representa menos de una milésima parte del peso total del buque. El acero se fundió en Amite Foundry and Machine de Amite, Luisiana, para moldear la sección de proa del buque. Se vertió en los moldes el 9 de septiembre de 2003, con 7 toneladas cortas (6,4 t) fundidas para formar la "barra de proa" del buque. Al parecer, los trabajadores de la fundición la trataron con la "reverencia que se suele conceder a las reliquias religiosas", tocándola suavemente al pasar. Un trabajador retrasó su jubilación tras 40 años de trabajo para participar en el proyecto.

## Historial de servicio
En junio de 2014, el buque se utilizó para transportar de vuelta a Estados Unidos a Ahmed Abu Khattala, presunto cerebro del Asalto al consulado estadounidense en Bengasi de 2012.
El 11 de septiembre de 2017, el New York llegó a la costa de Florida para socorrer a los afectados por el huracán Irma, 16 años después de los atentados terroristas del 11 de septiembre de 2001.